# My Charms Are Wasted
My Charms Are Wasted (黒岩メダカに私の可愛いが通じない?, Kuroiwa Medaka ni watashi no kawaii ga tsūjinai) è un manga scritto e disegnato da Ran Kuze. La serie ha iniziato la serializzazione il 26 maggio 2021 sulla rivista Weekly Shōnen Magazine di Kōdansha. I capitoli vengono raccolti in volumi tankōbon a partire dal 17 agosto 2021. Un adattamento anime intitolato Medaka Kuroiwa Is Impervious to My Charms e prodotto da SynergySP è stato trasmesso dal 6 gennaio al 24 marzo 2025. Una seconda stagione è stata annunciata.

## Trama
Mona Kawai, una ragazza popolare, è felice che tutti nel suo liceo la adorino, tranne il nuovo studente trasferito Medaka Kuroiwa, che sembra sempre arrabbiato e non la guarda nemmeno. Mona si propone di farlo innamorare di lei, ma più ci prova e più Medaka resiste, più lei si innamora di lui. Si scopre che Medaka è un monaco in addestramento a cui i maestri del tempio hanno proibito di innamorarsi, ma trova difficile resistere alle avances di Mona. Altre ragazze si uniscono a Mona come rivali o come amiche sostenitrici.

## Personaggi
Mona Kawai (川井 モナ?, Kawai Mona)
Doppiata da: Yū Serizawa
Mona è una bella e simpatica ragazza del secondo anno di liceo, originaria della prefettura di Osaka. Si vanta di essere l'ape regina della scuola, affascinando tutti i ragazzi, finché non incontra Medaka. Cerca quindi di conquistarlo, ma finisce per innamorarsi di lui, anche se nega quest'ultima parte. Di tanto in tanto ritorna al suo dialetto del Kansai quando è agitata. Si ingelosisce facilmente delle altre ragazze che si contendono le attenzioni di Medaka. La maggior parte della storia è raccontata dal suo punto di vista.
Medaka Kuroiwa (黒岩 メダカ?, Kuroiwa Medaka)
Doppiato da: Ryota Iwasaki
Medaka è un ragazzo che frequenta il secondo anno di scuola superiore ed è un monaco in addestramento presso il tempio della sua famiglia. Gli è stato ordinato di non innamorarsi di nessuna ragazza, quindi trova piuttosto frustrante che queste ragazze di città gli dedichino così tante attenzioni. Tuttavia, le sue frustrazioni aumentando quando si rende conto di essere sinceramente innamorato di Mona.
Tsubomi Haruno (春野 つぼみ?, Haruno Tsubomi)
Doppiata da: Kana Hanazawa
Una compagna di classe di Medaka e Mona. Ammira molto Mona e ha una collezione di sue foto sul telefono. Inizialmente Mona la considera una rivale in amore. Dopo aver visto Mona interagire con Medaka, Tsubomi capisce facilmente che lui piace a Mona e cerca di spingerla ad avere una relazione.
Asahi Shonan (湘南 旭?, Shōnan Asahi)
Doppiata da: Sora Amamiya
Studentessa del primo anno e giocatrice di basket di punta, ha una cotta per Medaka e dichiara di essere la rivale in amore di Mona.
Tomo Namba (難波 朋?, Namba Tomo)
Doppiata da: Hinaki Yano
Amica d'infanzia di Mona, proveniente da Osaka e trasferitasi nella sua classe. È esteriormente amichevole e civettuola. In seguito si sente in conflitto per aver sviluppato un interesse romantico anche per Medaka.
Minami Shirahama (白浜 美波?, Shirahama Minami)
Doppiata da: Kaori Maeda
Compagna di classe e migliore amica di Asahi, che la sostiene nella ricerca di Medaka. Ha i capelli scuri lunghi fino alle spalle.
Sho Kobayakawa (小早川 翔?, Kobayakawa Shō)
Compagno di classe e amico di Medaka. Porta gli occhiali.
Yuzuru Kido (木戸 譲?, Kido Jō)
Compagno di classe e amico di Medaka. Ha i capelli corti chiari.
Anri Sunigawa (品川 杏莉?, Shinagawa Anri)
Una ragazza che si interessa a Medaka. Suona la chitarra.

## Media

### Manga
Il manga, scritto e disegnato da Ran Kuze, è stato originariamente pubblicato il 23 dicembre 2020 come one-shot sulla rivista per manga shōnen Weekly Shōnen Magazine di Kōdansha, prima di iniziare la serializzazione sulla stessa rivista il 26 maggio 2021. I capitoli vengono raccolti in volumi tankōbon a partire dal 17 agosto 2021. Al 12 agosto 2025 i volumi totali ammontano a 20.
La serie è licenziata in inglese da Kodansha USA; il primo volume inglese è stato pubblicato in digitale l'8 marzo 2022. Durante l'Anime Expo 2022, Kodansha USA ha annunciato la pubblicazione del manga in formato cartaceo a partire dal 20 giugno 2023.
In Italia la serie è stata annunciata durante il Lucca Comics & Games 2022 da Edizioni BD che la pubblica sotto l'etichetta J-Pop a partire dal 10 maggio 2023.

#### Volumi
| 1  | 17 agosto 2021 | ISBN 978-4-06-524490-6 | 10 maggio 2023    | ISBN 978-88-349-1937-8 |
| 1  | Capitoli - 1. Lui non cede (オチないアイツ?, Ochi nai aitsu) - 2. Educazione fisica con lui (アイツと体育?, Aitsu to taiiku) - 3. Disegno con lui (アイツとデッサン?, Aitsu to dessan) - 4. Lui, il diavolo (悪魔なアイツ?, Akumana aitsu) - 5. In biblioteca con lui (アイツと図書室?, Aitsu to tosho-shitsu) - 6. Lui e il "mi piace" (アイツと“好き”?, Aitsu to “suki”) - 7. Lei e il blocco schermo (あの子と待ち受け?, Ano ko to machiuke) - 8. Lui e il cosplay (アイツとコスプレ?, Aitsu to kosupure) |                        |                   |                        |
| 2  | 17 novembre 2021 | ISBN 978-4-06-525932-0 | 28 giugno 2023    | ISBN 978-88-349-2086-2 |
| 2  | Capitoli - 9. Vicina a lui (アイツと密着?, Aitsu to mitchaku) - 10. Al festival culturale con lui (アイツと文化祭?, Aitsu to bunkamatsuri) - 11. Lui e la leggenda (アイツと伝説?, Aitsu to densetsu) - 12. Mettere a posto con lui (アイツと片付け?, Aitsu to katadzuke) - 13. La fine del festival con lui (アイツと打ち上げ?, Aitsu to uchiage) - 14. In cucina con lui (アイツと手作り?, Aitsu to tedzukuri) - 15. Una ramanzina per lui (アイツに説教?, Aitsu ni sekkyō) - 16. Lui e Asahi (アイツと旭?, Aitsu to Asahi) - 17. Lui, Asahi e le lezioni private (アイツと旭と個人レッスン?, Aitsu to Asahi to kojin ressun)                                                         |                        |                   |                        |
| 3  | 17 gennaio 2022 | ISBN 978-4-06-526591-8 | 13 settembre 2023 | ISBN 978-88-349-2205-7 |
| 3  | Capitoli - 19. Prendersi cura di lui (アイツを看病?, Aitsu o kanbyō) - 20. Lui e la battaglia tra crocerossine (アイツと看病対決?, Aitsu to kanbyō taiketsu) - 21. Lui e il b... (アイツとキ…?, Aitsu to ki...) - 22. Ridotta a uno straccio per lui (アイツと絶不調?, Aitsu to zetsufuchō) - 23. Lui e il blocco schermo (アイツと待ち受け?, Aitsu to machiuke) - 24. Lui e la foto (アイツと写真?, Aitsu to shashin) - 25. Shopping con lui (アイツと買い出し?, Aitsu to kaidashi) - 26. Halloween con lui (アイツとハロウィン?, Aitsu to Harōin) - 27. Un gioco con lui (アイツとゲーム?, Aitsu to Gēmu) - 28. Foto ricordo con lui (アイツと撮影?, Aitsu to satsuei)                |                        |                   |                        |
| 4  | 15 aprile 2022 | ISBN 978-4-06-527540-5 | 22 novembre 2023  | ISBN 978-88-349-1315-4 |
| 4  | Capitoli - 29. Lui, il "cretino" (アイツとあほ?, Aitsu to a ho) - 30. Lui e la ragazza che arrossisce (アイツと赤面少女?, Aitsu to sekimen shōjo) - 31. Lui e la mia migliore amica (アイツと親友?, Aitsu to shin'yū) - 32. Stuzzicarlo (アイツといたずら?, Aitsu to itazura) - 33. La nuova studentessa e i sentimenti d'amore (転校生と恋する気持ち?, Tenkōsei to koisuru kimochi) - 34. Un bacio con lui (アイツとキス?, Aitsu to Kisu) - 35. Festa di benvenuto con lui (アイツと歓迎会?, Aitsu to kangei-kai) - 36. Al luna park con lui (アイツと遊園地?, Aitsu to yuenchi) - 37. Sulle montagne russe con lui (アイツとジェットコースター?, Aitsu to Jetto Kōsutā)               |                        |                   |                        |
| 5  | 15 luglio 2022 | ISBN 978-4-06-528498-8 | 31 gennaio 2024   | ISBN 978-88-349-2398-6 |
| 5  | Capitoli - 38. Lui e Tomo (アイツと朋?, Aitsu to Tomo) - 39. Lui e la solitudine (アイツとぼっち?, Aitsu to botchi) - 40. Da sola con lui (アイツと二人きり?, Aitsu to futarikiri) - 41. Innamorata di lui (アイツと恋?, Aitsu to koi) - 42. Lui e il racconto (アイツと報告?, Aitsu to hōkoku) - 43. Lui e la magia dell'amore (アイツと恋の魔法?, Aitsu to koi no mahō) - 44. Lui e la febbre (アイツと熱?, Aitsu to netsu) - 45. Una dichiarazione di guerra per lui (アイツと宣言?, Aitsu to sengen) - 46. Una strategia per lui (アイツと攻略?, Aitsu to kōryaku) |                        |                   |                        |
| 6  | 16 settembre 2022 | ISBN 978-4-06-529129-0 | 27 marzo 2024     | ISBN 978-88-349-2499-0 |
| 6  | Capitoli - 47. Appuntamento con lui (アイツとデート?, Aitsu to Dēto) - 48. In sala giochi con lui (アイツとゲーセン?, Aitsu to gēsen) - 49. In pendant con lui (アイツとおそろい?, Aitsu to osoroi) - 50. Lui e la cover (アイツとスマホケース?, Aitsu to Sumaho Kēsu) - 51. Un segreto con lui (アイツとヒミツ?, Aitsu to himitsu) - 52. In brodo di giuggiole con lei (あの子と浮かれ?, Ano ko to ukare) - 53. Incontro ravvicinato tra lui e Asahi (アイツと旭と密会?, Aitsu to Asahi to mikkai) - 54. Ripetizioni con lui (アイツとお勉強?, Aitsu to o benkyō) - 55. Lui e la miss (アイツとミス?, Aitsu to Misu)                                                                   |                        |                   |                        |
| 7  | 17 novembre 2022 | ISBN 978-4-06-529708-7 | 29 maggio 2024    | ISBN 978-88-349-2568-3 |
| 7  | Capitoli - 56. Scrivere un cartellone con lui (アイツと看板作り?, Aitsu to kanban-tsukuri) - 57. Lui e la ragazza matura (アイツと大人?, Aitsu to otona) - 58. Briefing con lui (アイツと説明会?, Aitsu to setsumeikai) - 59. Lui e la notte prima del concorso (アイツとミスコン前夜?, Aitsu to misukon zen'ya) - 60. Lui e il concorso di bellezza (アイツとミスコン?, Aitsu to misukon) - 61. Fare colpo su di lui (アイツと自己PR?, Aitsu to jiko PR) - 62. Lui e la prima volta (アイツとハジメテ?, Aitsu to hajimete) - 63. Seduta sulle ginocchia davanti a lui (アイツと正座?, Aitsu to seiza) - 64. Battaglia in bikini per lui (アイツと水着ファイト?, Aitsu to mizugi Faito) |                        |                   |                        |
| 8  | 17 gennaio 2023 | ISBN 978-4-06-530350-4 | 24 luglio 2024    | ISBN 978-88-349-2715-1 |
| 8  | Capitoli - 65. Lui e la resa dei conti (アイツと決着?, Aitsu to ketchaku) - 66. Lui e la dichiarazione (アイツと告白?, Aitsu to kokuhaku) - 67. Lui e i dubbi (アイツともしかして?, Aitsu to moshikashite) - 68. Lui e i veri sentimenti di lei (アイツとあの子のホンネ?, Aitsu to ano ko no hon'ne) - 69. Lui e il cambiamento (アイツと変化?, Aitsu to henka) - 70. Trattenersi davanti a lui (アイツとガマン?, Aitsu to gaman) - 71. Baseball con lei (あの子とバッティング?, Ano ko to Battingu) - 72. Lei e la migliore amica (あの子と親友?, Ano ko to shin'yū) - 73. Mettere in chiaro le cose con lei (あの子と打ち明け?, Ano ko to uchiake)                                    |                        |                   |                        |
| 9  | 17 aprile 2023 | ISBN 978-4-06-531236-0 | 18 settembre 2024 | ISBN 978-88-349-2943-8 |
| 9  | Capitoli - 74. Chiacchierata con lei (あの子とガールズトーク?, Ano ko to Gāruzu Tōku) - 75. Scontro a tre per lui (アイツと三つ巴?, Aitsu to mitsudomoe) - 76. Lui e la nuova routine (アイツと新・日常?, Aitsu to shin nichijō) - 77. Lui e l'invito (アイツとおさそい?, Aitsu to o sasoi) - 78. Lui e l'insufficienza (アイツと赤点?, Aitsu to akaten) - 79. Pomeriggio di studio con lui (アイツと勉強会?, Aitsu to benkyō-kai) - 80. Una pausa con lui (アイツと休憩?, Aitsu to kyūkei) - 81. Lui, l'ospite (アイツとご招待?, Aitsu to go shōtai) - 82. Lui e i Kawai (アイツと川井家?, Aitsu to Kawai-ka)                                                                          |                        |                   |                        |
| 10 | 14 luglio 2023 | ISBN 978-4-06-531889-8 | 27 novembre 2024  | ISBN 978-88-349-3070-0 |
| 10 | Capitoli - 83. Una deviazione con lui (アイツと寄り道?, Aitsu to yorimichi) - 84. Lui e il compito in classe (アイツとテスト?, Aitsu to Tesuto) - 85. Shopping con lui (アイツとショッピング?, Aitsu to Shoppingu) - 86. Lui e le scarpe da basket (アイツとバッシュ?, Aitsu to Basshu) - 87. Basket con lui (アイツとバスケ?, Aitsu to Basuke) - 88. Lui e i programmi per la sera della Vigilia (アイツと聖なる夜のスケジュール?, Aitsu to seinaru yoru no Sukejūru) - 89. Chi uscirà con lui? (アイツとおでかけ相手?, Aitsu to o dekake aite) - 90. Natale con lui (アイツとクリスマス?, Aitsu to Kurisumasu) - 91. Lui e il film dell'orrore (アイツとホラー?, Aitsu to Horā)       |                        |                   |                        |
| 11 | 14 settembre 2023 | ISBN 978-4-06-532892-7 | 29 gennaio 2025   | ISBN 978-88-349-3201-8 |
| 11 | Capitoli - 92. Sul divanetto con lui (アイツとカップルシート?, Aitsu to Kappuru Shīto) - 93. Lui e le sue ragioni (アイツと理由?, Aitsu to riyū) - 94. Festa di Natale con lui (アイツとクリパ?, Aitsu to Kuripa) - 95. Lei e i precetti (あの子と戒律?, Ano ko to kairitsu) - 96. Lei e i ragazzi popolari (あの子とモテ男子?, Ano ko to mote danshi) - 97. Messaggi con lui (アイツとメッセージ?, Aitsu to Messēji) - 98. Lei e il pigiama party (あの子とお泊り?, Ano ko to o tomari) - 99. Lei e i giochi (あの子とゲーム?, Ano ko to Gēmu) - 100. Lui e le ragazze (アイツと女の子?, Aitsu to on'nanoko)                                                                           |                        |                   |                        |
| 12 | 16 novembre 2023 | ISBN 978-4-06-533554-3 | 19 marzo 2025     | ISBN 978-88-349-3296-4 |
| 12 | Capitoli - 101. Lui e la ragazza misteriosa (アイツと謎の少女?, Aitsu to nazo no shōjo) - 102. Lui e la ragazza che insegue un sogno (アイツと夢追い人?, Aitsu to yumeoibito) - 103. Testa a testa con lei (あの子と鉢合わせ?, Ano ko to hachiawase) - 104. Lui e i precetti (アイツと戒律?, Aitsu to kairitsu) - 105. Lui e la ragazza ribelle (アイツと掟破り女子?, Aitsu to okite yaburi joshi) - 106. Scaldarsi con lui (アイツと暖?, Aitsu to dan) - 107. Lui e il cambio di look (アイツとイメチェン?, Aitsu to imechen) - 108. Lei e la partita (あの子と試合?, Ano ko to shiai) - 109. Fare il tifo con lui (アイツと観戦?, Aitsu to kansen)                                    |                        |                   |                        |
| 13 | 16 febbraio 2024 | ISBN 978-4-06-534572-6 | 21 maggio 2025    | ISBN 978-88-349-3365-7 |
| 13 | Capitoli - 110. A lei piace lui (あの子と好き?, Ano ko to suki) - 111. Lei e l'amore (あの子と恋?, Ano ko to koi) - 112. Lui e la testimone (アイツと目撃?, Aitsu to mokugeki) - 113. Lei all'assalto (あの子と襲撃?, Ano ko to shūgeki) - 114. Al concerto con lui (アイツとライブ?, Aitsu to Raibu) - 115. Lei e la mano (あの子と手?, Ano ko to te) - 116. Lei e la determinazione (あの子と覚悟?, Ano ko to kakugo) - 117. Un passo avanti per lei (あの子と一歩?, Ano ko to ippo) - 118. Lei e l'avvertimento (あの子と宣言?, Ano ko to sengen) |                        |                   |                        |
| 14 | 16 maggio 2024 | ISBN 978-4-06-535512-1 | 30 luglio 2025    | ISBN 978-88-349-3563-7 |
| 14 | Capitoli - 119. (あの子と同盟?, Ano ko to dōmei) - 120. (あの子とチョコ作り?, Ano ko to choko-tsukuri) - 121. (あの子と調査?, Ano ko to chōsa) - 122. (アイツと間接キス?, Aitsu to kansetsu Kisu) - 123. (アイツとペットボトル?, Aitsu to Petto Botoru) - 124. (アイツと好意?, Aitsu to kōi) - 125. (あの子とハプニング?, Ano ko to Hapuningu) - 126. (アイツとバレンタイン?, Aitsu to Barentain) - 127. (アイツと初チョコ?, Aitsu to hatsu choko) |                        |                   |                        |
| 15 | 17 luglio 2024 | ISBN 978-4-06-536157-3 | settembre 2025    | ISBN 978-88-349-3658-0 |
| 15 | Capitoli - 128. (アイツと呼び出し?, Aitsu to yobidashi) - 129. (アイツと可愛い後輩?, Aitsu to kawaii kōhai) - 130. (あの子と進む気持ち?, Ano ko to susumu kimochi) - 131. (アイツのチョコパイ?, Aitsu no Choko Pai) - 132. (アイツと放課後?, Aitsu to hōkago) - 133. (アイツと白状?, Aitsu to hakujō) - 134. (アイツと贈り物?, Aitsu to okurimono) - 135. (アイツとペース?, Aitsu to Pēsu) - 136. (アイツとその夜?, Aitsu to sono yoru) |                        |                   |                        |
| 16 | 17 ottobre 2024 | ISBN 978-4-06-537134-3 | —                 | —                      |
| 16 | Capitoli - 137. (アイツとブランケット?, Aitsu to Buranketto) - 138. (アイツと心配事?, Aitsu to shinpai koto) - 139. (アイツと雪?, Aitsu to yuki) - 140. (アイツとおめでとう?, Aitsu to omedetō) - 141. (アイツの誕生日?, Aitsu no tanjōbi) - 142. (アイツと抜け駆け?, Aitsu to nukegake) - 143. (アイツとお返し?, Aitsu to okaeshi) - 144. (アイツと“か…”?, Aitsu to “ka...”) - 145. (あの子と弟?, Ano ko to otōto) |                        |                   |                        |
| 17 | 17 dicembre 2024 | ISBN 978-4-06-537774-1 | —                 | —                      |
| 17 | Capitoli - 146. (アイツと偶然?, Aitsu to gūzen) - 147. (あの子とオシャレ?, Ano ko to oshare) - 148. (アイツと新学期?, Aitsu to shin gakki) - 149. (アイツとクイーンビー?, Aitsu to Kuīn Bī) - 150. (あの子と同級生?, Ano ko to dōkyūsei) - 151. (アイツと一年生?, Aitsu to ichinensei) - 152. (アイツと3年B組?, Aitsu to 3-nen B-gumi) - 153. (アイツと2年生?, Aitsu to 2-nensei) - 154. (あの子とおさそい?, Ano ko to o sasoi) |                        |                   |                        |
| 18 | 17 febbraio 2025 | ISBN 978-4-06-538420-6 | —                 | —                      |
| 18 | Capitoli - 155. (あの子と返事?, Ano ko to henji) - 156. (アイツとBBQ?, Aitsu to BBQ) - 157. (アイツと内緒話?, Aitsu to naisho-banashi) - 158. (アイツとじゃんけん?, Aitsu tojan ken) - 159. (アイツと恋バナ?, Aitsu to koibana) - 160. (あの子と意外?, Ano ko to igai) - 161. (アイツと意識?, Aitsu to ishiki) - 162. (アイツと学校行事?, Aitsu to gakkō gyōji) - 163. (アイツと年下女子?, Aitsu to toshishita joshi) |                        |                   |                        |
| 19 | 16 maggio 2025 | ISBN 978-4-06-539444-1 | —                 | —                      |
| 19 | Capitoli - 164. (あの子と赤チーム?, Ano ko to aka Chīmu) - 165. (あの子と体育倉庫?, Ano ko to taiiku sōko) - 166. (アイツと修羅場?, Aitsu to shuraba) - 167. (アイツと体育祭?, Aitsu to taiikumatsuri) - 168. (アイツと落とし物?, Aitsu to otoshimono) - 169. (あの子と普通男子?, Ano ko to futsū danshi) - 170. (アイツとパン食い競争?, Aitsu to pankuikyōsō) - 171. (アイツとゴール?, Aitsu to Gōru) - 172. (アイツと後夜祭?, Aitsu to goya-sai) |                        |                   |                        |
| 20 | 12 agosto 2025 | ISBN 978-4-06-540376-1 | —                 | —                      |
| 20 | Capitoli - 173. (アイツと夜の学校?, Aitsu to yoru no gakkō) - 174. (アイツと花火?, Aitsu to hanabi) - 175. (アイツと解釈?, Aitsu to kaishaku) - 176. (あの子と焦り?, Ano ko to aseri) - 177. (アイツとボルダリング?, Aitsu to Borudaringu) - 178. (アイツと友達?, Aitsu to tomodachi) - 179. (あの子とジェラシー?, Ano ko to Jerashī) - 180. (あの子と姉弟?, Ano ko to kyōdai) - 181. (あの子と探り?, Ano ko to saguri) |                        |                   |                        |
| 21 | 17 ottobre 2025 | ISBN 978-4-06-541108-7 | —                 | —                      |

#### Capitoli non ancora in formatotankōbon
Questa lista è suscettibile di variazioni e potrebbe essere incompleta o non aggiornata.

- 182.  (アイツと関西弁?, Aitsu to Kansai-ben)
- 183.  (アイツとお弁当?, Aitsu to o bentō)
- 184.  (あの子と問いかけ?, Ano ko to toikake)
- 185.  (アイツと悶々?, Aitsu to monmon)
- 186.  (アイツと気にしい?, Aitsu to kinishī)
- 187.  (アイツとテスト前?, Aitsu to Tesuto mae)
- 188.  (アイツと遭遇?, Aitsu to sōgū)
- 189.  (アイツと断り?, Aitsu to kotowari)

### Anime
Il 13 maggio 2024 è stato annunciato l'adattamento anime della serie. È prodotto da SynergySP e diretto da Yoshiaki Okumura, con la sceneggiatura scritta da Kazuyuki Fudeyasu, il character design di Mayumi Watanabe e la colonna sonora composta da Akiyuki Tateyama. La serie è stata trasmessa dal 6 gennaio al 24 marzo 2025 su TV Tokyo su TV Tokyo. La sigla di apertura è Ame tokimeki koi moyō (雨トキメキ恋模様? lett. "Schema “Amore piovoso” con il cuore in gola") cantata da AyaFubuMi (una sottounità VTuber composta da Hololive Nakiri Ayame, Shirakami Fubuki e Ookami Mio), mentre quelle di chiusura sono Kyunapi (キュンアピ?) cantata da Kaori Maeda (ep. 1-6) e Is this love? di Rikako Aida (ep. 7-12). Crunchyroll ha licenziato la serie per la trasmissione in streaming.
Una seconda stagione è stata annunciata il 24 marzo 2025.

#### Episodi
| Nº | Titolo italiano Giapponese 「Kanji」 - Rōmaji | In onda          | In onda |
| Nº | Titolo italiano Giapponese 「Kanji」 - Rōmaji | Giapponese       |         |
| 1  | Lui non fa una piega 「オチないアイツ」 - Ochi nai aitsu | 6 gennaio 2025   |         |
| 1  | Fin dalla nascita Mona è stata eccezionalmente bella e affascinante. Trasferitasi da Osaka a Tokyo per il liceo, si afferma come ape regina, facendo amicizia con le ragazze, mentre tutti i ragazzi la adorano. L'unica eccezione è rappresentata da Medaka, un compagno di classe appena trasferito, che sembra disprezzarla attivamente. Non abituata a questo trattamento, dedica il suo tempo a cercare di attirare la sua attenzione, mostrandogli persino la sua biancheria intima, ma questo lo fa solo arrabbiare. Quando inciampa, Medaka la afferra e lei rimane scioccata nel rendersi conto che in realtà si sta innamorando di lui. Infuriata, è decisa ad affascinarlo, ma si bagna accidentalmente con dell'acqua. Medaka le dà la sua maglietta per coprire il reggiseno scoperto, mentre Mona è incantata dal suo petto a torso nudo. Gli altri ragazzi lo affrontano per la sua cattiveria nei confronti di Mona, facendo si che Medaka ammetta di essere in realtà un monaco in formazione a cui è vietato l'amore. Lungi dal provare antipatia per Mona, ha in realtà una cotta per lei e i suoi sguardi arrabbiati sono in realtà una resistenza ai pensieri lussuriosi. Mona, ignara di ciò, rimane determinata ad affascinarlo, mentre i ragazzi, che ora sanno la verità, trovano la situazione insopportabilmente divertente. |                  |         |
| 2  | Lui e l'amore 「アイツと“好き”」 - Aitsu to "suki" | 13 gennaio 2025  |         |
| 2  | Durante la lezione di arte, Mona e Medaka sono incaricati di fare un ritratto a vicenda. Mona nota che la loro compagna di classe Tsubomi continua a lanciarle occhiate furtive. Mona si mette in posa per il disegno, sperando di attirare Medaka, ma si eccita quando Medaka la fissa con tanta intensità. In seguito, continua a notare Tsubomi nelle vicinanze. Temendo che Tsubomi possa essere una rivale in amore, presume che a Medaka piacciano le ragazze intelligenti come Tsubomi, quindi indossa degli occhiali e sfiora deliberatamente la gamba di Medaka sotto il tavolo. Rimane scioccata quando Medaka la fulmina con lo sguardo prima di andarsene. Mona inizia a seguire Tsubomi, cercando di capire cosa la rende speciale, ma scopre che Tsubomi è una ragazza normale. Cambiando tattica, decide di flirtare direttamente con Medaka, ma scopre di non riuscire a pronunciare la parola "amore" con lui. Durante la selezione per il comitato del festival, Tsubomi e Mona vengono scelte come rappresentanti. Mona non riesce a capire perché Tsubomi sembra felice di lavorare al fianco di una rivale. Mona vede il telefono di Tsubomi e si rende conto che ha centinaia di foto di lei, il che significa che Tsubomi non è mai stata interessata a Medaka, ma a Mona. Mona rimane sconvolta quando Tsubomi le confessa di averla osservata così attentamente da capire che ha una cotta per Medaka, ma la rassicura dicendo che l'aiuterà a farli avvicinare.                               |                  |         |
| 3  | Lui e il festival della cultura 「アイツと文化祭」 - Aitsu to bunka-sai | 20 gennaio 2025  |         |
| 3  | Tsubomi racconta a Mona la leggenda del corridoio del destino della loro scuola: chiunque lo attraversi durante il festival si innamorerà. Mona pensa di sedurre Medaka con un vestito provocante, ma proprio mentre è vestita da coniglietta sexy, Medaka entra nella stanza. Imbarazzata, ma determinata e evitare fraintendimenti con Tsubomi, Mona trascina Medaka in un armadio per nascondersi. Con i loro corpi stretti l'uno all'altra, Mona si eccita. Tsubomi se ne va e Mona rimane delusa perché lui riesce a controllarsi con la preghiera. Medaka ammette che Mona è carina così, e lei è sicura che finalmente lui si sia innamorato di lei, ma la mattina dopo gli sguardi arrabbiati di Medaka sono ancora peggiori di prima. Durante il festival, Mona e Medaka lavorano al Bunny Cafè, ma lui si rifiuta di passare del tempo con lei finché Tsubomi non gli ordina di andare a fare pubblicità al locale insieme a Mona. Lei coglie l'occasione per convincerlo a visitare il festival con le, ma tutto va storto: nella casa stregata si impiglia la gonna e mostra la biancheria, al chiosco delle crêpes un corvo le ruba la crêpe, e al concerto musicale perde Medaka al buio e finisce per flirtare con il ragazzo sbagliato. Mona non sa più cosa fare, finché improvvisamente si accorge che lei e Medaka sono davanti all'ingresso del corridoio del destino. |                  |         |
| 4  | Lui e la leggenda 「アイツと伝説」 - Aitsu to densetsu | 27 gennaio 2025  |         |
| 4  | Per realizzare la leggenda del corridoio sul ponte, Mona deve tenere la mano di Medaka, quindi finge una caduta sperando che lui la afferri. Tuttavia, Medaka la solleva sotto le braccia, mettendola in imbarazzo. Tsubomi aiuta Mona e Medaka a sgomberare insieme i mobili del cafè. Mona urta accidentalmente le scatole sul ponte e Medaka le afferra la mano per tirarla via. Medaka sostiene subito che questo non vale perché il festival è già finito, ma Mona lo considera una sua vittoria. Tuttavia, il giorno dopo Medaka sembra non averne risentito, mentre lei non riesce a guardarlo senza arrossire. In segreto, Medaka mantiene la calma solo pregando. Tutta la classe va a giocare a bowling, così Mona si costringe a sedersi accanto a lui e gli ruba il drink, sperando che un bacio indiretto lo incanti. Si sente quando Medaka resiste, ma solo per poco. Shou, Yuzuru e Tsubomi dicono a Medaka che evitare l'amore non è una scusa per ferire i sentimenti di Mona e che deve essere più gentile con lei. Capendo che hanno ragione, Medaka si offre di condividere il suo libro di testo quando Mona dimentica il suo suo a casa. Mona è così felice che Tsubomi scatta una foto di lei sorridente che diventa la sua preferita. |                  |         |
| 5  | Lui e le ragazze del basket 「アイツとバスケ女子」 - Aitsu to basuke joshi | 3 febbraio 2025  |         |
| 5  | Nonostante i progressi, Mona si accorge che Medaka la sgrida ancora per alcune cose: ad esempio, condividere l'ombrello sotto la pioggia va bene, ma tenersi per mano è proibito. La sua missione è quindi quella di scoprire tutte le cose che può o che non può fare. Mona si trova di fronte alla stella del basket del primo anno Asahi, che le chiede se sta uscendo con Medaka, cosa che Mona nega. Mona sospetta che Asahi abbia una cotta per Medaka. Mona scopre che Asahi è una piccola celebrità del basket ed è popolare nonostante sia piuttosto autoritaria, eppure davanti a Medaka va in panico, arrossisce e crolla, mostrando accidentalmente la sua biancheria intima. Mona conferma che Asahi è innamorata di Medaka, il che la rende una seria rivale. Mona cerca di impressionare Medaka con le sue abilità nel basket. Dato che Medaka è un giocatore scarso, cerca di insegnargli a tirare la palla, mettendo in risalto il suo corpo mentre lo fa. Asahi la interrompe e l'accusa di apprezzare Medaka. Insiste poi nel mostrare a Medaka come fare un plank per rinforzare i muscoli, ignara del fatto che Medaka possa vedere sotto la sua maglietta. Mona risponde a sua volta con un plank, stimolando Medaka che fugge imbarazzato. Entrambe le ragazze sono furiose l'una con l'altra e imbarazzate per aver decisamente esagerato. |                  |         |
| 6  | Quando lui è malato 「アイツを看病」 - Aitsu o kanbyō | 10 febbraio 2025 |         |
| 6  | Fuggito di casa sotto la pioggia, Medaka si prende un raffreddore e salta la scuola. Poiché Medaka vive da solo, Mona e Asahi decidono di andare a trovarlo separatamente, ma si incontrano lungo la strada. Medaka è in preda al panico quando trova nel suo appartamento entrambe le ragazze che fanno a gara per prendersi cura di lui e per attirare la sua attenzione con cosplay da infermiera sexy. In mezzo al caos Medaka riesce ad addormentarsi, dando alle ragazze la possibilità di parlare. Asahi ammette di volere una relazione normale con Medaka, ma si imbarazza e se ne va a comprare da bere. Medaka abbraccia inaspettatamente Mona nel sonno. Mona è tentata di baciarlo, ma si ferma subito quando Asahi ritorna. Confusa, Mona svela la verità: vuole che Medaka si innamori di lei solo perché è l'unico a non mostrare interesse per lei. Asahi capisce che Mona è innamorata di Medaka, ma lo nega. A scuola Mona è confusa dal fatto che Asahi le parli apertamente come se fossero amiche. Tsubomi si preoccupa di ciò che questo significa per la loro rivalità. Medaka torna a scuola, ma Mona arrossisce ogni volta che lo vede. Quando sviene, Medaka la porta in infermeria perché si scopre che ha preso la febbre. Mona si convince disperatamente che l'arrossire era solo causato dalla febbre. |                  |         |
| 7  | Lui e lo sfondo del cellulare 「アイツと待ち受け」 - Aitsu to machiuke | 17 febbraio 2025 |         |
| 7  | Shou fa uno scherzo a Medaka cambiando lo sfondo del suo telefono con una ragazza in bikini. Nel frattempo, Tsubomi invia a Medaka una foto di Mona che lo fissa con desiderio. Mona è terrorizzata dal fatto che Medaka possa farsi un'idea sbagliata e si precipita a prendere il suo telefono, vedendo accidentalmente la foto in bikini. Medaka teme che lei pensi che lui sia un pervertito, mentre in realtà Mona è sconvolta dal fatto che lui guardi con desiderio le ragazze, ma non lei. Gli invia una foto sperando che lui la conservi di nascosto, ma lui la cancella. Rifiutandosi di arrendersi, Mona organizza una festa di Halloween per la classe, pensando di regalare a Medaka una sua foto in costume. Tutti vanno a comprare i costumi, compresa Asahi. Mona non si preoccupa che Asahi trovi un buon costume a causa del suo pessimo senso della moda e la ignora per cercare il proprio costume. Nel frattempo, Asahi viene aiutata dalla sua migliore amica Minami, che è molto più elegante. Mona spia Medaka e sceglie un costume che sembra attirare maggiormente la sua attenzione. Tsubomi si traveste da fata, Asahi da dark e Mona da mummia, utilizzando il minor numero possibile di bende. Tuttavia Medaka è troppo imbarazzato per guardarla, perché si scopre che gli piaceva un altro costume accanto a quello da mummia. Mona sceglie rapidamente un altro costume, decisa a farsi guardare alla festa.                                                                          |                  |         |
| 8  | Lui e Halloween 「アイツとハロウィン」 - Aitsu to Harōin | 24 febbraio 2025 |         |
| 8  | Mona partecipa alla festa con il costume che piaceva a Medaka, quello da strega, mentre Tsubomi passa da fata a fantasma. Il vestito di Mona si slaccia e lei chiede a Tsubomi di tirarle su la zip, ignorando che si tratta di Medaka con un identico costume da fantasma. Preso dal panico, Medaka cerca di aggiustare la cerniera in fretta, ma Mona lo scopre comunque con rabbia. Per avere la sua foto sul telefono di Medaka, Mona decide di vincere un gioco della festa per poter scattare una foto della vittoria. Medaka deve usare la carta igienica per mummificare Mona, ma cerca di non toccare il suo corpo e fa il tutto in modo molto approssimativo. Mona si avvolge il più strettamente possibile, stimolando così tanto Medaka che abbandona il gioco. Mona si arrabbia durante la foto di gruppo alla fine della serata. Il giorno dopo i ragazzi fanno notare che Mona è chiaramente arrabbiata con lui e lo mandano a scusarsi, ma Medaka si fa prendere dal panico e fugge. Mona presume che sia colpa sua e cerca di scusarsi in modo bizzarro mostrandogli le mutandine mentre fa le pulizie, per poi bagnarlo accidentalmente con il secchio. Per una coincidenza, entrambi si scusano nello stesso momento e Medaka spiega che non gli piacciono affatto le foto, quindi non era una questione personale. Più tardi, Tsubomi invia a Medaka una foto di Mona che sorride e che lui usa temporaneamente come sfondo, per poi sostituirla. Nel frattempo, una nuova ragazza arriva da Tokyo. |                  |         |
| 9  | Lui e la mia migliore amica 「アイツと親友」 - Aitsu to shin'yū | 3 marzo 2025     |         |
| 9  | Minami suggerisce ad Asahi di sorprendere Medaka con un bacio e riesce a far invitare l'amica a pranzo con lui. Mona è felice che la sua amica d'infanzia Tomo sia in visita dalla loro città natale, Osaka. Medaka è sconcertato quando Asahi lo benda e lo bacia sulla guancia, anche se non capisce che si tratta di questo. Mona incontra Tomo, un'incorreggibile seduttrice, che si stupisce che Mona non abbia un fidanzato, ma deduce che c'è un ragazzo che piace a Mona. Medaka appare casualmente in quel momento e Tomo flirta immediatamente con lui, per poi vedere sul volto di Mona che Medaka è il ragazzo che le piace. Il giorno dopo Tomo si presenta nella classe di Medaka e Mona, dopo essersi trasferita da Osaka a Tokyo con il padre scrittore. Mona si sente nervosa perché Tomo è nota per causare problemi tra i ragazzi, come dimostra quando palpeggia sfacciatamente il seno di Mona davanti a Medaka, Shou e Yuzuru. Mona sostiene che il suo unico interesse per Medaka è che lui non mostra alcun interesse per lei. Tomo insiste che Mona ha una vera cotta per Medaka. Mona protesta e Tomo elenca tutti i motivi per cui Mona non dovrebbe avere una cotta per lui: l'aspetto mediocre, l'ostilità e la codardia nei confronti delle ragazze. Mona difende Medaka, il che convince ancora di più Tomo, che decide di passare tutto il suo tempo a Tokyo per far capire a Mona che è innamorata di Medaka.                                                                          |                  |         |
| 10 | Lui e il parco di divertimento 「アイツと遊園地」 - Aitsu to yuenchi | 10 marzo 2025    |         |
| 10 | Asahi ammette a Mona di aver dato un bacio a Medaka. Tomo non si preoccupa perché c'è una grande differenza tra dare un bacio e baciare, ma Mona è comunque sconvolta. Vedendo che Mona ha bisogno di aiuto, Tomo chiede di riunirsi con tutti i membri della classe. Quella sera anche Mona si rende conto della differenza tra dare un bacio e baciare ed è sollevata dal fatto che Medaka e Asahi non stiano uscendo insieme. Ancora inquieta, Mona non riesce a dormire e si presenta alla riunione senza concentrazione. Tomo annuncia che la riunione si terrà in un luna park. Mona non riesce a impedire che Asahi si sieda accanto a Medaka sulle montagne russe per tenergli la mano. Grazie all'intromissione di Tomo, Medaka accetta di salire di nuovo sulle montagne russe con Mona. Mona chiede a Medaka se si è innamorato di Asahi. Credendo che stia spettegolando, Medaka nega e poi sorprende Mona chiedendole se c'è un ragazzo che le piace. Questo fa si che Mona rimanga in silenzio, facendo insospettire Tomo e Asahi. Medaka crede di averla turbata perché non ha spettegolato a dovere. Più tardi, Tomo lo manda a comprare degli snack con Mona. Mona afferma impulsivamente che si frequentano per ottenere dei dolci in edizione limitata per le coppie. Medaka va nel panico quando il venditore chiede di vedere un bacio come prova, ma Mona si fa coraggio, lo afferra e inizia a muovere la bocca verso la sua.                                                                    |                  |         |
| 11 | Lui e noi due da soli 「アイツと二人きり」 - Aitsu to futarikiri | 17 marzo 2025    |         |
| 11 | Mona si fa prendere dal panico all'ultimo secondo. Medaka è deluso, poi si ricorda che dovrebbe essere un monaco in addestramento. Tomo rimprovera Mona per aver nascosto la sua vera identità a tutti, tranne che a Medaka. Mona si rende conto che deve aver abbassato molto la guardia con Medaka perché Tomo se ne accorga. Sovrappensiero, si perde, rompe il telefono e viene avvicinata da due malintenzionati. Medaka la trova per primo e intimidisce i due malintenzionati, costringendoli ad andarsene. Medaka cerca di chiamare gli altri, ma anche il suo telefono si rompe. Mona si accorge che Medaka vuole salire sulla ruota panoramica e suggerisce di usarla per individuare i suoi amici. Dopo essere quasi caduta su di lui durante il giro, Mona nota il suo volto imbarazzato rifletto nel vetro e si rende conto che Tomo intendeva dire di mostrare il suo vero io solo a Medaka. Si rende anche conto che lo fa da molto tempo. Medaka sostiene che lei continua a comportarsi in modo strano, guardandolo con rabbia o con il broncio, ma un attimo dopo sorride di nuovo. Mona si rende conto che Medaka ha visto il suo vero io per tutto il tempo, quindi non è possibile che gli piaccia. Tuttavia, Medaka spiega che le sue espressioni sempre diverse lo confondono, ma in qualche modo la rendono ancora più carina. Sentendo questo, Mona è talmente sopraffatta che non può più negarlo e ammette a se stessa di essersi innamorata di Medaka.                                      |                  |         |
| 12 | Lui è... il mio primo amore 「アイツに初恋」 - Aitsu ni hatsukoi | 24 marzo 2025    |         |
| 12 | Tornando dai loro amici, Mona non riesce a ragionare, mentre Medaka pensa che Mona sia la ragazza più carina che abbia mai visto. Mona finge di essere malata per poter tornare a casa e confessa tutto a Tomo, che è felice per lei. Sentendosi in colpa, Mona lo dice anche ad Asahi. Asahi si sente frustrata per aver permesso a Mona e Medaka di stare da soli. Mona è sorpresa quando Asahi la avverte che è meglio che inizi a lottare ancora di più per Medaka, come farà lei. Il mattino seguente Mona si risveglia con la febbre e si rende conto che per la prima volta non sa come comportarsi, dato che è sempre stata amata dagli altri ma mai innamorata. Con il telefono rotto, chiama Tomo con il tablet del fratello e ammette di sentirsi sola a casa, così Tomo passa il telefono a Medaka. Dopo un po' di imbarazzo, i due chiacchierano normalmente e Mona si diverte così tanto da chiedersi se potrebbero farlo più spesso se si frequentassero. La madre di Mona li interrompe, facendo cadere il tablet e mostrando a Medaka le sue mutandine. La ragazza si fa prendere dal panico e lancia il tablet del fratello. Medaka si calma solo cantando mantra e immergendosi in acqua fredda. Mona torna a scuola decisa a fare di Medaka il suo ragazzo. Questa determinazione dura fino al momento in cui tocca accidentalmente la mano di Medaka in classe, causando un tale imbarazzo che la ragazza fugge fino a casa, gridando che un giorno Medaka sarà il suo ragazzo.                    |                  |         |

## Accoglienza
Nel gennaio 2022, Kōdansha ha riferito che la serie aveva superato le 150 000 copie in circolazione. Nell'agosto 2023 è stato annunciato il raggiungimento di 1 milione di copie in circolazione.
Un redattore di AnimeClick.it ha recensito il primo volume del manga, trovandolo godibile dai lettori di entrambi i sessi e da chi ha apprezzato 100% Fragola. Il fanservice non è stato considerato volgare ma in grado di divertire, mentre le singolari situazioni proposte rimarcavano i celebri cliché delle commedie romantiche riuscendo a proporre una storia fuori dagli standard. La narrazione episodica è stata definita perfettamente adatta per lasciare margine di crescita per tutti i personaggi che verranno introdotti nella storia.